# 克麗絲枝海馬
克麗絲枝海馬（学名：Stipecampus cristatus）為輻鰭魚綱棘背魚目海龍魚科的其中一種，分布於南澳大利亞海域，棲息深度可達15公尺，體長可達22公分，生活在有礁石遮蔽的褐藻或紅藻床。